# TMEM14C
TMEM14C (англ. Transmembrane protein 14C) – білок, який кодується однойменним геном, розташованим у людей на 6-й хромосомі. Довжина поліпептидного ланцюга білка становить 112 амінокислот, а молекулярна маса — 11 565.
| 10         |  | 20         |  | 30         |  | 40         |  | 50         |
| ---------- |  | ---------- |  | ---------- |  | ---------- |  | ---------- |
| MQDTGSVVPL |  | HWFGFGYAAL |  | VASGGIIGYV |  | KAGSVPSLAA |  | GLLFGSLAGL |
| GAYQLSQDPR |  | NVWVFLATSG |  | TLAGIMGMRF |  | YHSGKFMPAG |  | LIAGASLLMV |
| AKVGVSMFNR |  | PH         |  |            |  |            |  |            |

A: Аланін

D: Аспарагінова кислота

F: Фенілаланін

G: Гліцин

H: Гістидин

I: Ізолейцин

K: Лізин

L: Лейцин

M: Метіонін

N: Аспарагін

P: Пролін

Q: Глутамін

R: Аргінін

S: Серин

T: Треонін

V: Валін

W: Триптофан

Локалізований у мембрані, мітохондрії.